# گمینا کارتوزه
گمینا کارتوزه (به لهستانی:  Gmina Kartuzy) یک گمینا در لهستان است که در شهرستان کارتوزه واقع شده‌است. گمینا کارتوزه ۲۰۵٫۲۸ کیلومتر مربع مساحت و ۳۱٬۱۰۰ نفر جمعیت دارد.